# Theresienstraße 25 (Ingolstadt)

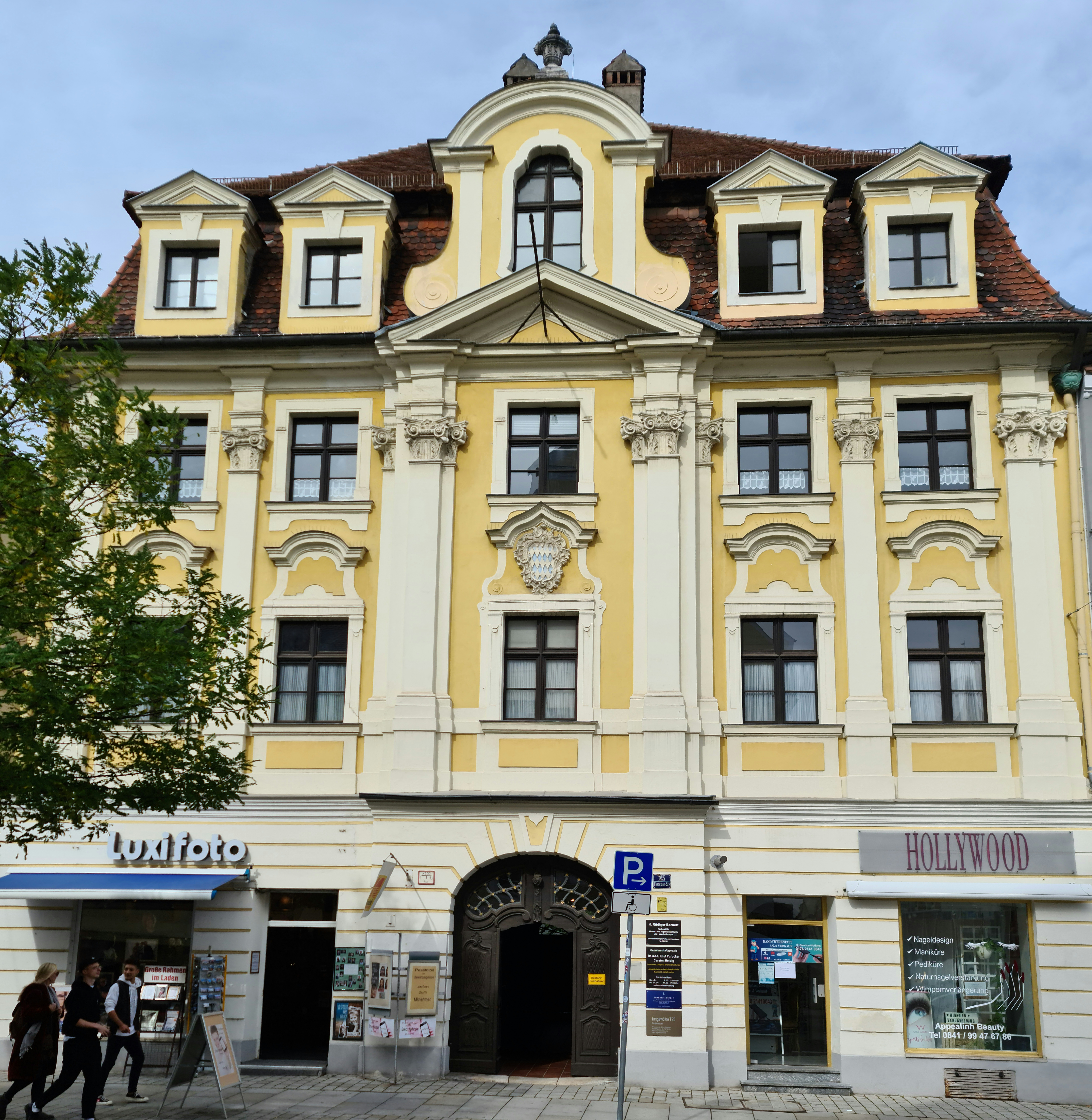
Theresienstraße 25 in Ingolstadt

Das Rokokohaus Theresienstraße 25  mit barocken Zügen befindet sich in der Mitte der Ingolstädter Altstadt. Errichtet wurde es von 1771 bis 1773 durch die Bayerische Landschaft. Das palaisartige Gebäude ist unter der Aktennummer D-1-61-000-454 in der Denkmalliste Bayern eingetragen.

## Geschichte
Das Vorgängergebäude, ein im Sandtner-Modell dokumentiertes Gast- und Weinhaus, erwarben die Bayerischen Landstände (Landschaft) im Oktober 1770. Der Umbau des Hauses erfolgte 1771–73 und kam einem Neubau gleich. Übernommen wurden nur die spätmittelalterlichen Kellerräume des Vorgängerbaus. Architekt und Baumeister des Baudenkmals war der in kurfürstlichen Diensten stehende Ingolstädter Veit Haltmayr. Da Haltmayr den Bau nicht zügig genug ausführte, wurde er im Frühjahr 1773 vom Ingolstädter Stadtmaurermeister Sacher abgelöst. Im Jahr 1807 endete die Funktion als Landschaftshaus, anschließend wurde das Gebäude für die königliche Festungsbaukasse verwendet. Von 1853 bis 1885 diente der Bau als königliches Forstamt, danach kam er in private Hände. Im Erdgeschoss wurden Anfang des 20. Jahrhunderts zwei Geschäfte eingerichtet und das Äußere durch Schaufenster und Eingangstüren verändert. Die beim Umbau entfernten schmiedeeisernen Fensterkörbe kamen ins Stadtmuseum. Die gewölbte Durchfahrt in der Mitte zwischen den beiden Läden und die Obergeschosse haben weitestgehend ihr spätbarockes Gesicht bewahren können.

### Räumliche Nutzung als Landschaftshaus

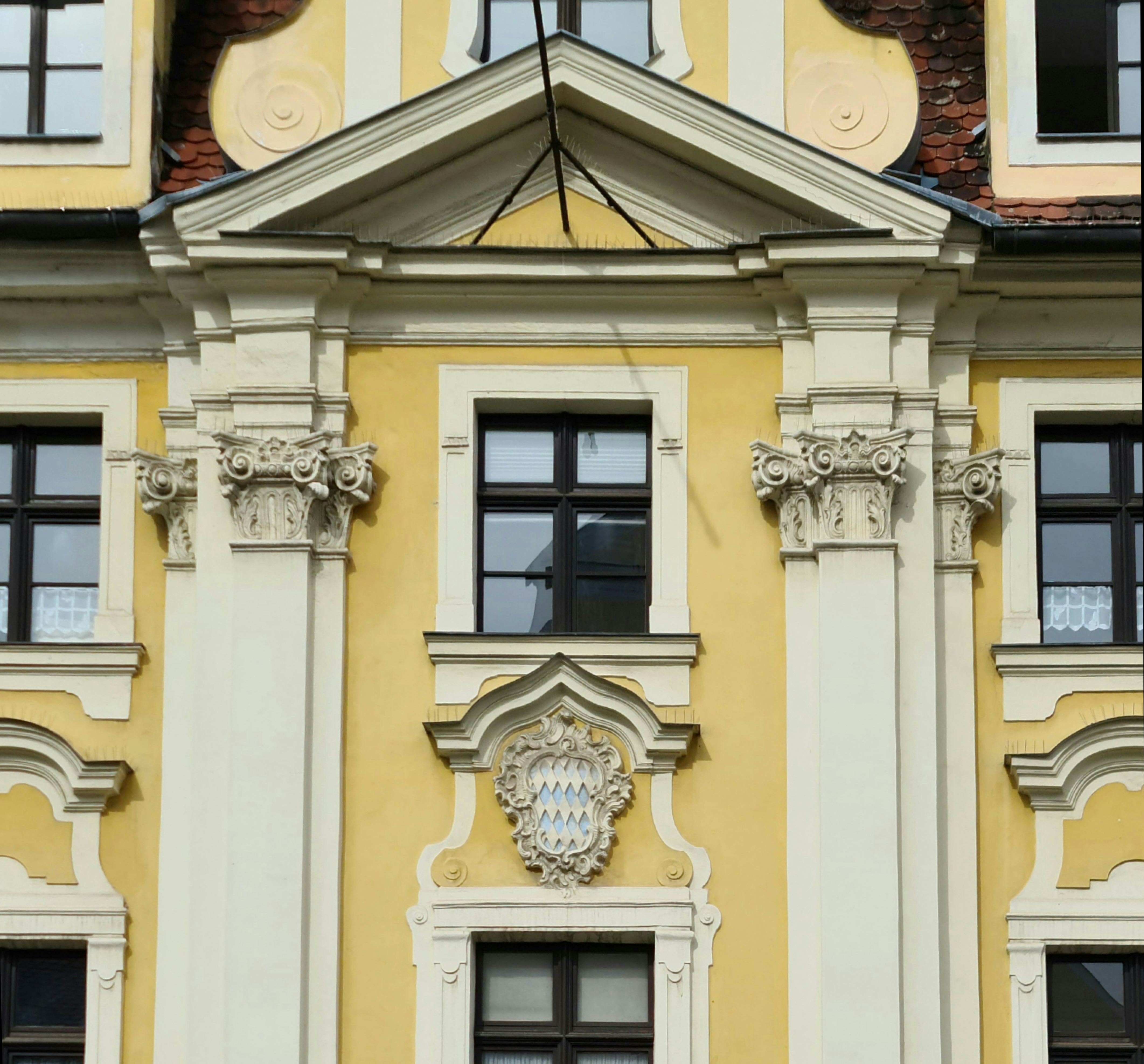
Fassadendetail mit dem Wappen der Landschaft

Das Erdgeschoss nahm die Wohnung des Amtsboten sowie ein Amtszimmer und die Registratur des Landaufschlagsamts auf. Im ersten Obergeschoss befanden sich die beiden Amtszimmer des Landsteuer- und des Grenzaufschlagsamts mit gemeinsamem Vorzimmer und zwei Registraturräumen und im zweiten Obergeschoss eine Beamtenwohnung. Im Hof waren vier Pferde untergebracht.

## Architektur
Das Gebäude ist ein breit gelagerter, fünfachsiger, reich verzierter und gegliederter Baukörper mit drei Geschossen und einem hohen Mansarddach. Das Erdgeschoss, das durch eine gebänderte Fassade von den übrigen Geschossen abgesetzt ist, wird durch das alte Korbbogentor in der Mitte geprägt, das von je einer Ladentür und einem Schaufenster flankiert wird. Die Fensterachse über dem Eingangstor wird von gestaffelten Pilastern eingerahmt, über denen ein Dreiecksgiebel angebracht ist. Ein Zwerchhaus, das von je zwei Dachgauben flankiert wird, die über den anderen Fensterachsen sitzen, bildet den krönenden Abschluss der mittleren Achse. Das Zentrum der Fassade ist mit einer Kartusche geschmückt, die das Wappen der Landschaft präsentiert: die bayerischen Rauten.